# Oscar Suck
Oscar (auch: Oskar) August Suck (* 22. August 1845 in Berlin; † 16. Juli 1904 in Karlsruhe) war ein deutscher Fotograf.

## Lebensweg

Oskar Suck, Fotorevers von 1890

Oscar Suck, Fotorevers von 1893

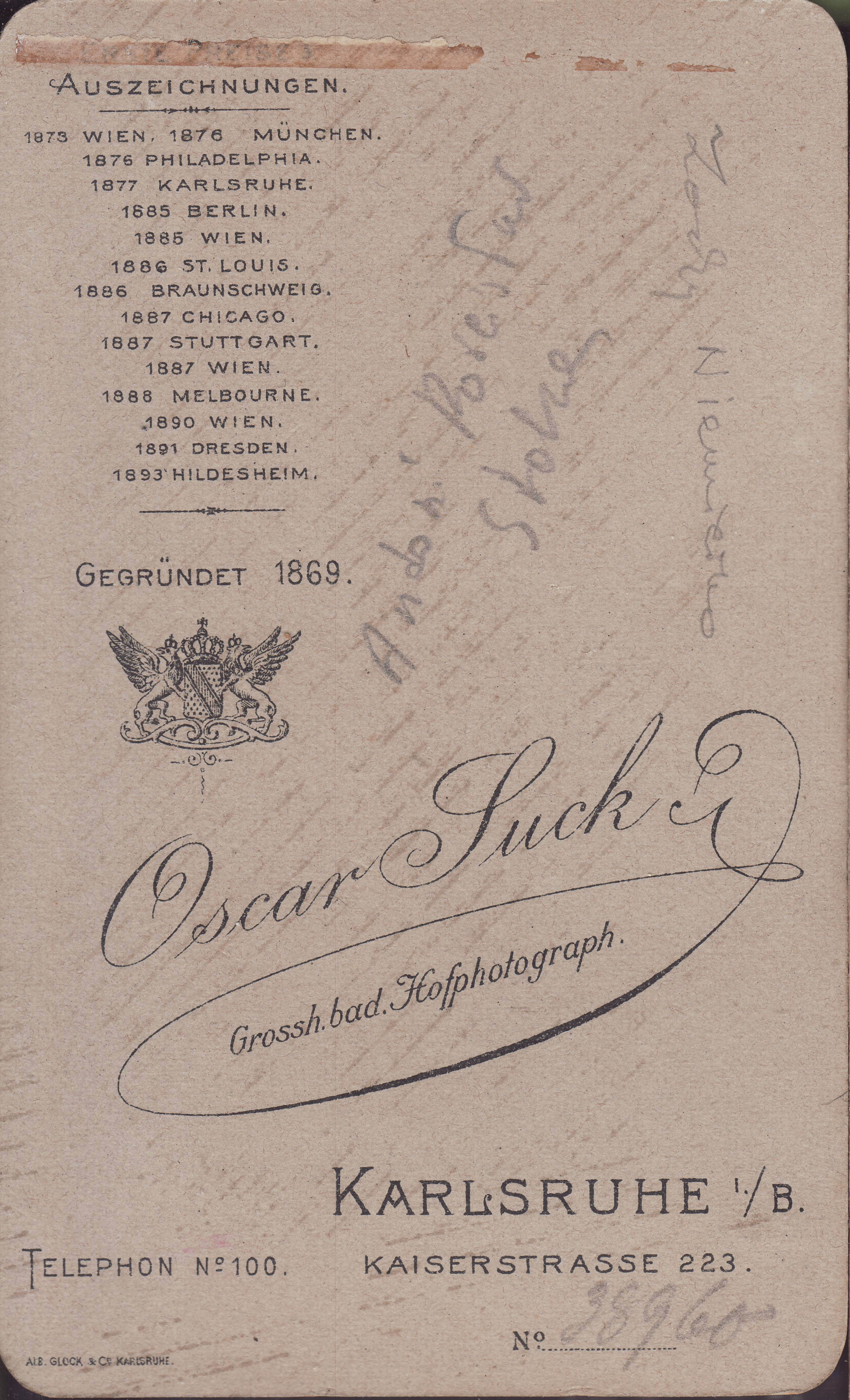
Oscar Suck, Fotorevers von 1898

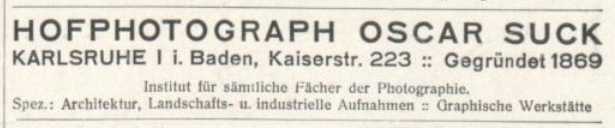
Werbeanzeige des Fotostudios von Oscar Suck in Karlsruhe von 1911 aus der „Sport im Bild“

Oscar Sucks Eltern waren Ernst August Suck (Lebensdaten unbekannt) und seine Ehefrau Wilhelmine (geb. Wilting, 1812–1894). Der Berliner Hoffotograf Carl Suck (1833–1891) war sein älterer Bruder.
Wann Oscar Suck von Berlin nach Karlsruhe umgezogen ist, ist nicht bekannt; möglicherweise im Jahr 1869. Im Jahr 1868 war er Mitglied (Nr. 117) im Deutschen Photographen-Verein, Berliner Bezirks-Verein; sein Studio befand sich damals Unter den Linden 24, also am selben Standort wie das Atelier seines Bruders Carl Suck.
1869 gründete Oscar Suck zusammen mit dem Fotografen Wilhelm Schulz das Fotoatelier Schulz & Suck (auch: Schultz & Suck) in der Kaiserstraße 227 in Karlsruhe. Beide waren Hoffotografen.
Oscar Suck war zweimal verheiratet, zunächst ab 31. März 1872 mit Louisa Ruf (1851–1876), Metzgerstochter aus Mühlburg (bei Karlsruhe). Sie starb im Alter von nur 25 Jahren am 25. April 1876. Im selben Jahr, am 26. Oktober 1876, heiratete Oscar Suck ihre jüngere Schwester Karoline Ruf (1854–1939), die ihn um 35 Jahre überleben sollte.
Im Februar 1885 wurde Oskar Suck auf Empfehlung von Emil Hornig als auswärtiges Mitglied in die 1861 gegründete Photographische Gesellschaft in Wien aufgenommen.
Ab 1890 führte Suck das Fotostudio in der Kaiserstraße 227 allein weiter, nachdem Wilhelm Schulz das Atelier Wilhelm Schulz & Cie. in der Erbprinzenstraße 3 in Karlsruhe gegründet hatte.
1898 war Oscar Suck Teilnehmer der Vertrauensmänner-Versammlung des Rechtsschutzverbandes Deutscher Photographen in Berlin.
Im Januar 1900 verlieh der Großherzog von Baden dem Hofphotographen Oscar Suck das Ritterkreuz vom Zähringer Löwenorden.
1901 hatte Oskar Suck sein Studio in Karlsruhe der Kaiserstraße 223.
Suck war vor allem Porträtfotograf. Unter den von dem Atelier Schulz & Suck Porträtierten waren auch Adelsangehörige, etwa Leopoldine von Baden, die Prinzessin Louise von Thurn und Taxis oder Viktoria von Baden und ihr Ehemann, der schwedische König Gustav V. Suck nahm aber auch Genre-Bilder, Stadtansichten und Landschaften auf. Aber auch die Momentaufnahmen Sucks, etwa vom Karlsruher Marktplatz oder von spielenden Kindergartenkindern, standen in einem guten Ruf. Aufmerksamkeit in der Fachwelt fand eine aus mehreren Einzelaufnahmen zusammengesetzte Panorama-Aufnahme des Leichenzuges des Prinzen Ludwig von Baden.
Oskar Suck war um 1900 unter den ersten Porträtfotografen, die ihre Modelle nicht mehr stets in einer im Fotostudio aufgebauten, aufwändigen Kulisse mit gemaltem Hintergrund etc. fotografierten, sondern auch vor neutralem, glatten Hintergrund.
Die Mehrzahl der Fotografien von Kleidern der Modeschöpferin Emmy Schoch (1881–1968), die in der Vereinszeitschrift Die neue Frauentracht des Vereins für Verbesserung der Frauenkleidung abgedruckt wurden, stammten aus dem Atelier von Carl Suck.
Fotografien von Oscar Suck wurden bei zahlreichen Ausstellungen im In- und Ausland gezeigt (1873 in Wien, 1876 in München und in Philadelphia, 1877 in Karlsruhe, 1885 in Berlin und in Wien, 1886 in St. Louis und in Braunschweig, 1887 in Chicago, in Stuttgart und in Wien, 1888 in Melbourne, 1890 in Wien, 1891 in Dresden, 1893 in Hildesheim, 1900 in Frankfurt a. M.) und prämiert.
Suck starb am 16. Juli 1904 in Karlsruhe im Alter von knapp 59 Jahren.
Das Fotoatelier „Hofphotograph Oscar Suck, Kaiserstraße 223, Karlsruhe, gegründet 1869“ annocierte noch 1911, also sieben Jahre nach dem Tod Oscar Sucks, in der Zeitschrift Sport im Bild.

## Auszeichnungen

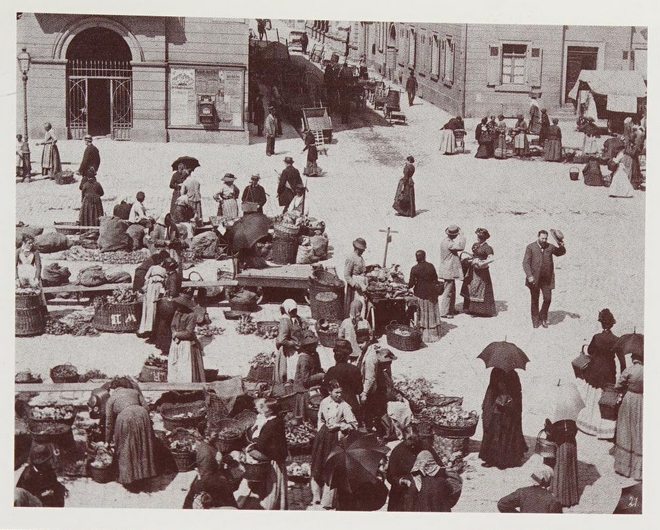
Der Marktplatz in Karlsruhe, 1886, Fotografie: Oskar Suck

Auf den Rückseiten verschiedener Porträtfotografien von Oscar Suck ist verzeichnet, dass er folgende Auszeichnungen und Ehrungen erhielt:
- Ernennung zum Hofphotographen
- 1873 Wien,
- 1876 München,
- 1876 Philadelphia,
- 1877 Karlsruhe, Goldene Medaille,
- 1885 Berlin, Ehrendiplom,
- 1885 Wien,
- 1886 Wien, bronzene Gesellschafts-Medaille[17]
- 1886 St. Louis, Silberne Medaille,[18]
- 1886 Braunschweig,
- 1887 Chicago, Goldene Medaille,
- 1887 Stuttgart, Silberne Medaille,
- 1887 Wien, Silberne Medaille (Voigtlaender-Stiftung),[19]
- 1888 Melbourne, Silberne Medaille,
- 1890 Wien, Goldene Medaille,
- 1890 Wien, Große silberne Daguerre-Medaille,
- Prämienverteilung der Photographischen Gesellschaft Wien 1890: Vermeil-Gesellschafts-Medaille für vorzügliche Porträts,[20]
- 1891 Dresden, Silberne Medaille,
- 1893 Hildesheim,
- Januar 1900: Ritterkreuz vom Zähringer Löwenorden,[21]
- August 1900: Goldene Medaille auf der Jubiläums-Ausstellung des Vereins zur Pflege der Photographie in Frankfurt a. M.[22]